# Francesca Michelotti
Francesca Michelotti (San Marino, 16 febbraio 1952) è una politica sammarinese. Dal 27 luglio 2006 è Segretario di Stato per l'Istruzione e la Cultura, l'Università e gli Affari Sociali.

## Biografia
È membro del Consiglio Grande e Generale, al quale è stata eletta nelle liste della Sinistra Unita. È stata Segretario di Stato agli Interni e alla Giustizia dal 2000 al 2001. Inizia l'attività politica negli anni ottanta venendo eletta nella Giunta di Castello di San Marino Città; è stata eletta per la prima volta al Consiglio Grande e Generale nel 1993.
È direttore del Museo di Stato.